# 財政
財政（ざいせい、英: public finance）とは、国家や地方公共団体がその任務（「資源配分機能」と「所得再分配機能」と「経済の安定化機能」の三つをしっかりと持続的に果たす事）を遂行するために営む経済行動で、総体収入の取得のための権力作用と、取得した財・役務の管理・経営のための管理作用とがある。これらの現象を学ぶ学問が財政学である。

## 財政が果たすべき三機能の具体的内容

### 資源配分機能について
民間の経済活動だけでは満たせない公共的な需要を満たすために行なう資源配分の機能である。公共的な需要とは、ダムや堤防などの社会資本（インフラストラクチャー）のように対価を支払わない者も利益を得てしまうので民間の経済活動には適さない分野や、警察や国防や水道のように民間に任せたのでは国家の安定が損なわれる危険がある分野や、道路や鉄道のようにネットワークですべてが結合していた方が効率が良くなるが、すべてを結合してしまい特定の民間事業者に独占されると不都合な分野における需要である。このような公共需要を満たすために供給されるものは、公共財・公共サービスである。

### 所得再分配機能について
政府の収入と支出を通じて、個人間の所得の格差が一定範囲内に収まるように調整する機能である。具体的には、所得税や相続税における累進課税制度等により高額所得者や相続財産の大きい人にはより重く課税し、低所得者や相続財産の小さい人にはより軽く課税する。そして、支出においては生活保護、年金などの社会保障などにおいて低所得者や心身障碍者等により多くの経費を振り向ける。

### 経済の安定化機能について
好況・不況という景気の変動をできるだけ少なくしながら安定的に経済成長をすることで、世界における自国の経済的地位および経済的地位の基礎となる軍事的地位の維持・向上を安定的に実現する機能である。景気の良いときは，個人や法人（会社）の経済活動は活発となり、利益（所得）が多くなる。利益が多くなると累進課税等により租税の負担額も増えるため，その分投資や消費にまわる資金が減ることから，景気の過熱に自動的にブレーキがかかる。逆に景気の悪いときは，経済活動は冷えこみ、利益（所得）が少なくなる。利益が少なくなると累進課税制度等により税金の 負担額も減るため、その分投資や消費にまわる資金が増えることから，景気の落ち込みを緩める。不況の時には政府支出の増加や減税を実行して経済全体の総需要を補い、逆に景気が過熱している時にはできるだけ政府支出を削減したり増税をする。

## 財政による経済制御
経済は、もし財政が存在しなければ非常に不安定であり、恐慌に見舞われることがある。その際に財政は、自由に歳出を伸ばすことによって財政赤字を生み出し、有効需要を創出する。その後に景気回復が起こった場合に財政赤字とすることは経済安定効果の面からも正当化されるという主張がある。公債はそのような意味での経済効果を持つと考えられてきた。
一方ではマネタリストなどが恒常所得仮説により、そのような効果を持つことはないと批判している。この学派によれば財政政策よりも金融政策の方が有効な景気対策である。一方、ヨーゼフ・シュンペーターの経済学では、景気変動はただ景気の波によるのであって、自由競争による創造的破壊こそが有効な景気変動への対策であるとされている。
財政自体の効果として経済の自動安定化機能（ビルト・イン・スタビライザー）がある。

## 財源の種類
政府の財源には、1）税金、2）国債、3）貨幣発行益、の3つがある。
国家にとって「税は財源ではない」、「税は景気の調整弁である」との意見もある

## 通貨発行権と財政の関係
中野剛志によれば、通貨発行権を有する国家と通貨発行権を有しない地方公共団体の財政は全く事情が異なるので、それらを混同してはならない。「日英米のように自国通貨を発行できる政府（中央政府＋中央銀行）の自国通貨建ての国債はデフォルトしないので、変動相場制のもとでは、政府はインフレ率が許す限り財政政策をすることができる」としている。

## 財政の歴史
財政は、積極財政と緊縮財政の綱引きの歴史となっている。また、歳入と歳出のあり方は、国の構造や方向性に大きく影響した。
3世紀頃のローマ帝国は、膨大な社会資本維持や異民族侵入防御のための歳出により、都市の財政負担が膨張し荘園化による帝政崩壊の一因となった。
16世紀になると、スペイン・ポルトガルは、南米からの莫大な銀収入により、莫大な浪費を続け欧州に価格革命をもたらした。また、明は、未熟な紙幣を流通させることに失敗し、一条鞭法によって銀収入に統一した。
17世紀にはイギリス・フランスなど、絶対王政の国々は対外侵略に明け暮れ、莫大な国債残高を抱えていた。
日本は明治維新後、米現物が中心だった歳入を地租改正によって貨幣経済に合わせた。

### 20世紀
ケインズ経済学誕生前夜、イギリスなどの多くの国の大蔵省・財務省は、支出を税収に一致させる均衡財政主義を採用していた。20世紀にはいるとアメリカは、世界恐慌に際して、均衡財政主義を破り積極的な歳出増額により失業者救済を図った。1942年に日本は、米ドル建て国債（ソブリン債）のデフォルトに陥っている。
1947年（昭和22年）、戦後混乱期の日本では日本国債の発行額が税収を上回り、それが戦後インフレーションの原因になったという反省から財政法が制定され、赤字国債の発行と日銀の赤字国債引き受けを禁止して、均衡財政主義を取ることとなった。戦後の日本は、世界銀行からの借り入れにより、大規模なインフラストラクチャー建設を実施。産業開発と高度経済成長により得た歳入で、期日どおり利付きで世界銀行へ返済した。日本が延滞や棒引きを起こさなかったことは世界銀行を驚かせた。1965年（昭和40年）には日本で赤字国債の発行が再開され、1990年にはバブル景気の税収増によりいったん発行額ゼロになるも1994年には再開された。
1998年には、アジア通貨危機を受けてロシア財政危機が発生。ロシアは債務不履行（デフォルト）状態になった。

### 21世紀
2001年には、アルゼンチンがデフォルト危機となった。
2007年、アメリカの住宅バブル崩壊に端を発した世界金融危機が発生してからは、世界各国・各地域で財政危機も発生している。
2008年10月には、カリフォルニア州が財政危機表面化した。
2010年には、ギリシャの財政状況からソブリン・リスクが意識され、2010年欧州ソブリン危機が発生した。スペイン、ポルトガル、イタリア、アイルランドなどユーロ加盟諸国（PIIGS）への波及が懸念され、各国が危機を回避するよう対策をとっている。
2013年、韓国は家計企業政府の負債総額（2012年末時点）が3607兆3000億ウォン（約307兆8200万円）に達し、2012年の名目国内総生産（GDP、1272兆5000億ウォン）に対する負債総額比率は過去最大の283%となった。

### イギリス
イギリスの債務残高の対GDP比は、ナポレオン戦争時で250%以上、1920年頃で約30%、第二次世界大戦後の1950年で250%、1990年頃で約30%、2010年で約80%となっている。